# Provincia di Mwaro
La provincia di Mwaro è una delle 18 province del Burundi con 273 143 abitanti (censimento 2008).
Prende il nome dal suo capoluogo Mwaro.

## Geografia antropica

### Suddivisioni amministrative
La provincia è suddivisa in 6 comuni:
- Bisoro
- Gisozi
- Kayokwe
- Ndava
- Nyabihanga
- Rusaka

## Codici
- Codice HASC: BI.MW
- Codice ISO 3166-2: MW
- Codice FIPS PUB 10-4: BY23